# カルロス・アダメス
カルロス・アダメス（Carlos Adames、1994年5月7日 - ）は、ドミニカ共和国のプロボクサー。エリアス・ピーニャ州コメンダドル出身。現WBC世界ミドル級王者。

## 来歴
2018年2月、ボブ・アラムのトップランクと契約。
2019年11月30日、ラスベガスのザ・コスモポリタンでパトリック・テシェイラとWBO世界スーパーウェルター級挑戦者決定戦を行う予定だったが、試合の3日前にWBO世界スーパーウェルター級暫定王座決定戦に変更になり、12回0-3（2者が113-114、111-116）の判定負けを喫し王座獲得に失敗した。
2021年6月、トップランクから契約解除されアル・ヘイモン及びTGBプロモーションズと契約。
2021年12月5日、ロサンゼルスのステイプルズ・センターにてWBC世界ミドル級挑戦者決定戦でWBC世界ミドル級3位セルゲイ・デレフヤンチェンコと対戦し、10回2-0(95-95、97-93、96-94)の判定勝ちを収めジャーモール・チャーロへの挑戦権を獲得した。この試合でデレフヤンチェンコは20万ドル（約2280万円）、アダメスは5万ドル（約570万円）のファイトマネーを稼いだ。
2022年10月8日、カリフォルニア州カーソンの ディグニティ・ヘルス・スポーツ・パーク・テニスコートにてセバスチャン・フンドラ対カルロス・オカンポの前座で、WBC世界ミドル級暫定王座決定戦で同級6位ファン・マシアス・モンティエルと対戦し、3回KO勝ちで王座獲得に成功した。この試合でアダメスは10万ドル（約1400万円）、モンティエルは10万ドル（約1400万円）のファイトマネーを稼いだ。
2023年6月24日、ミネソタ州ミネアポリスのミネアポリス・アーモリーにてWBC暫定世界ミドル級タイトルマッチとして元WBAスーパー・IBF世界スーパーウェルター級統一王者およびWBA世界ミドル級13位のジュリアン・ウィリアムズと対戦し、9回2分45秒TKO勝ちで初防衛に成功。
2024年5月7日、WBC世界ミドル級王者のジャーモール・チャーロが王座を剥奪されたため、WBCはアダメスを同日付で正規王座に認定した。
2024年6月15日、ラスベガスのMGMグランド・ガーデン・アリーナにてジャーボンテイ・デービス対フランク・マーティンの前座でWBC世界ミドル級9位のテレル・ガーシャと対戦し、12回3-0の判定勝ちを収め2度目の防衛に成功した。

## 戦績
- プロボクシング：26戦 24勝 (18KO) 1敗 1分

| 戦           | 日付           | 勝敗 | 時間    | 内容    | 対戦相手                           | 国籍           | 備考                                             |
| ------------ | -------------- | ---- | ------- | ------- | ---------------------------------- | -------------- | ------------------------------------------------ |
| 1            | 2015年7月24日  | ☆    | 4R      | 判定3-0 | ジェフ・スフラント                 | アメリカ合衆国 | プロデビュー戦                                   |
| 2            | 2015年8月15日  | ☆    | 2R 2:02 | TKO     | ファン・カルロス・サントス・ギレン | ドミニカ共和国 |                                                  |
| 3            | 2015年9月19日  | ☆    | 1R 1:52 | KO      | ラシード・オラワレ・ラワル         | ナイジェリア   |                                                  |
| 4            | 2015年10月7日  | ☆    | 1R 2:38 | TKO     | ルディ・ロザノ                     | アメリカ合衆国 |                                                  |
| 5            | 2015年10月22日 | ☆    | 1R 1:24 | TKO     | ホセ・ヴィダル・ソト               | ドミニカ共和国 |                                                  |
| 6            | 2015年11月19日 | ☆    | 2R 2:51 | TKO     | デービス・カサレス                 | コロンビア     |                                                  |
| 7            | 2016年2月6日   | ☆    | 4R 終了 | TKO     | ケリー・フィゲロア                 | ベネズエラ     | WBAカリブ海ウェルター級王座決定戦                |
| 8            | 2016年4月15日  | ☆    | 4R 2:59 | TKO     | パトリック・ロペス                 | ベネズエラ     | WBAラテンアメリカウェルター級王座決定戦          |
| 9            | 2016年9月16日  | ☆    | 4R 終了 | TKO     | イヴァン・アルバレス               | メキシコ       | WBAラテンアメリカ防衛1                           |
| 10           | 2016年12月16日 | ☆    | 1R 2:04 | KO      | ジョン・レンテリア                 | パナマ         | WBAラテンアメリカ防衛2                           |
| 11           | 2017年2月24日  | ☆    | 2R 2:10 | TKO     | ジーン・カルロス・プラダ           | ベネズエラ     |                                                  |
| 12           | 2017年7月26日  | ☆    | 11R     | 判定3-0 | カルロス・モリーナ                 | メキシコ       | WBAラテンアメリカ防衛3                           |
| 13           | 2017年11月18日 | ☆    | 6R 終了 | TKO     | エイドリアン・ペレス               | ベネズエラ     |                                                  |
| 14           | 2018年5月12日  | ☆    | 10R     | 判定3-0 | アレハンドロ・バレラ               | メキシコ       |                                                  |
| 15           | 2018年10月13日 | ☆    | 2R 2:17 | TKO     | ジョシュア・コンリー               | アメリカ合衆国 | NABF北米スーパーウェルター級王座決定戦           |
| 16           | 2019年1月18日  | ☆    | 3R 1:57 | KO      | ファン・ルイス                     | ベネズエラ     |                                                  |
| 17           | 2019年4月20日  | ☆    | 4R 1:07 | TKO     | フランク・ガラルザ                 | アメリカ合衆国 | NABO北米スーパーウェルター級王座決定戦 NABF防衛1 |
| 18           | 2019年6月28日  | ☆    | 10R     | 判定3-0 | パトリック・デイ                   | アメリカ合衆国 | NABF防衛2・NABO防衛1                             |
| 19           | 2019年11月30日 | ★    | 12R     | 判定0-3 | パトリック・テシェイラ             | ブラジル       | WBO世界スーパーウェルター級暫定王座決定戦        |
| 20           | 2021年3月12日  | ☆    | 6R 2:38 | TKO     | ブライアン・メディナ               | ドミニカ共和国 |                                                  |
| 21           | 2021年6月26日  | ☆    | 3R 2:59 | TKO     | アレクシス・サラサール・フローレス | メキシコ       |                                                  |
| 22           | 2021年12月5日  | ☆    | 12R     | 判定2-0 | セルゲイ・デレフヤンチェンコ       | ウクライナ     |                                                  |
| 23           | 2022年10月8日  | ☆    | 3R 2:37 | KO      | ファン・マシアス・モンティエル     | メキシコ       | WBC世界ミドル級暫定王座決定戦                    |
| 24           | 2023年6月24日  | ☆    | 9R 2:45 | TKO     | ジュリアン・ウィリアムズ           | アメリカ合衆国 | WBC暫定防衛1→正規王座認定                        |
| 25           | 2024年6月15日  | ☆    | 12R     | 判定3-0 | テレル・ガーシャ                   | アメリカ合衆国 | WBC防衛2                                         |
| 26           | 2025年2月22日  | △    | 12R     | 判定1-1 | ハムザ・シェラーズ                 | イギリス       | WBC防衛3                                         |
| テンプレート |                |      |         |         |                                    |                |                                                  |

## 獲得タイトル
- WBAカリブ海ウェルター級王座
- WBAラテンアメリカウェルター級王座
- NABF北米スーパーウェルター級王座
- NABO北米スーパーウェルター級王座
- WBC世界ミドル級暫定王座（防衛1=正規王座に認定）
- WBC世界ミドル級王座（防衛3）